# Kanton Saint-Amand-Longpré
Kanton Saint-Amand-Longpré (francouzsky Canton de Saint-Amand-Longpré) je francouzský kanton v departementu Loir-et-Cher v regionu Centre-Val de Loire. Tvoří ho 13 obcí.

## Obce kantonu
- Ambloy
- Authon
- Crucheray
- Gombergean
- Huisseau-en-Beauce
- Lancé
- Nourray
- Prunay-Cassereau
- Saint-Amand-Longpré
- Saint-Gourgon
- Sasnières
- Villechauve
- Villeporcher